# Frances Arnold
Pour les articles homonymes, voir Arnold.
Frances Hamilton Arnold, née le 25 juillet 1956 à Edgewood, est une ingénieure en biochimie. Ses travaux ont été récompensés par de nombreux prix, dont le prix Draper en 2011, la médaille nationale de la technologie et de l'innovation en 2013 et le prix Nobel de chimie en 2018.
Elle a mis au point des méthodes d'évolution dirigée pour créer des systèmes biologiques utiles, notamment des enzymes, des voies métaboliques, de nouveaux circuits de régulation de l'expression génétique, voire des organismes. Elle est professeur en génie chimique, en bioingénierie et biochimie au California Institute of Technology, où elle étudie l'évolution dirigée et ses applications aux domaines de la science, de la médecine, de la chimie et de l'énergie.
Elle a obtenu un B.S. en génie mécanique et Ingénierie et technologie spatiale à l’université de Princeton en 1979 et un doctorat en génie chimique à l'université de Californie à Berkeley. Elle y a effectué son travail postdoctoral en chimie et biophysique avant de s’installer dans l'université privée du Caltech (California Institute of Technology) en 1986.

## Enfance, éducation
Frances Arnold, née à Edgewood, aux États-Unis, est la fille de William Howard Arnold, qui exerçait le métier de physicien nucléaire, et de Josephine Inman Routheau. Avec ses quatre frères, William Howard III, Edward, David et Thomas, elle aimait être en compétition.
Elle a grandi dans la banlieue de Pittsburgh, notamment à Edgewood, Shadyside et Squirrel Hill.
Elle a obtenu son diplôme de l'école secondaire Allderdice en 1974.
Encore lycéenne, elle est partie en auto-stop à Washington pour manifester et protester contre la guerre du Vietnam. Elle y a vécu seule avec un emploi de serveuse de cocktails dans un club de jazz local et comme chauffeur de taxi.
Frances Arnold a étudié le génie mécanique et l'aérospatial à l'université de Princeton, concluant ce cycle d'étude par un diplôme obtenu en 1979, avant d'obtenir un doctorat en génie chimique de l'université de Californie à Berkeley en 1985. Son travail de thèse, réalisé au sein du laboratoire de Harvey Blanch, portait sur les techniques de chromatographie d'affinité. Après avoir obtenu son diplôme, elle a entamé sa vie professionnelle de chercheuse avec des recherches postdoctorales à l'UC Berkeley et au Caltech (« Institut de technologie de Californie »).

## Vie privée
Frances Arnold vit à La Cañada Flintridge (Californie). Elle a été mariée à l'ingénieur biochimiste James E. Bailey avec qui elle a eu un fils, James, et qui est décédé d'un cancer en 2001. Elle s'est ensuite remariée avec l'astrophysicien Andrew E. Lange et ils ont eu deux fils, William et Joseph,. Son deuxième époux se suicide en 2010 et son fils William meurt dans un accident en 2016.
Elle a reçu un diagnostic de cancer du sein en 2005 et compte parmi les survivantes à ce cancer.
Elle apparaît dans l'épisode 18 de la saison 12 de The Big Bang Theory où elle joue son propre rôle.

## Carrière professionnelle
En 1996, elle est nommée professeure à Caltech, en 2005, elle cofonde la société de biocarburants Gevo, En 2013, elle cofonde la société Provivi, pour le biocontrôle en agriculture. Elle a été élue à l'Académie américaine des arts et des sciences en 2011. Frances Arnold a le rare honneur d'avoir été élue dans les trois académies nationales des États-Unis : l'Académie nationale des sciences, l'Académie nationale d'ingénierie et l'Institut de la médecine. Elle est membre de l'Association américaine pour l'avancement des sciences, de l'Académie américaine des arts et des sciences, de l'Académie américaine de microbiologie, de l'Institut américain du génie médical et biologique et d'un membre international de l'Académie royale du génie du Royaume-Uni[réf. nécessaire]. En 2016, elle synthétise une enzyme capable de créer une liaison carbone-silicium
Membre du conseil consultatif du Joint BioEnergy Institute et des bourses Packard en sciences et en ingénierie financées par le DOE, Frances Arnold siège également au conseil consultatif du président de l'université des sciences et technologies King Abdullah (KAUST). Elle est actuellement juge pour le prix Queen Elizabeth Engineering. Elle a travaillé avec le Science & Entertainment Exchange de l'Académie américaine des sciences pour aider des scénaristes de Hollywood à décrire avec précision des sujets scientifiques.
Elle reçoit en 2018 le prix Nobel de chimie pour ses travaux sur l'évolution dirigée des enzymes, prix qu'elle partage avec le Britannique Gregory Winter et l'Américain Georges P. Smith, pour leurs travaux sur l'évolution dirigée de peptides et d'anticorps via des phages,.
Le 24 octobre 2019, elle est nommée membre de l'académie pontificale des sciences par le pape François.

## Recherches
En 1993, elle fabrique une enzyme (Subtilisine E) fonctionnelle dans un environnement non naturel. Frances Arnold a été parmi les premiers à utiliser l'évolution dirigée pour créer des enzymes (molécules biochimiques — protéines le plus souvent — qui catalysent ou accélèrent certaines réactions chimiques) avec des fonctions améliorées voire tout à fait nouvelles.
Cette stratégie (évolution dirigée) implique de provoquer de manière répétée et plus ou moins aléatoire des mutagenèses de protéines (ou de cofacteurs) pour obtenir une « bibliothèque » puis de cribler les protéines produites pour tester, sélectionner et retenir celles qui semblent dotées de fonctions améliorées. Elle a été utilisée pour créer ou améliorer des enzymes, des hèmes, des voies métaboliques, des circuits de régulation génétique et même des organismes. Dans la nature, l'évolution par sélection naturelle débouche notamment sur des protéines nouvelles (dont des enzymes) ou produites à un endroit ou à un moment nouveau, où elles se montrent adaptées à la réalisation des tâches biologiques que l'on souhaite voir effectuées ; mais cette sélection naturelle ne peut agir que sur des protéines contenant des variations de séquence existantes (mutations) et elle prend généralement beaucoup de temps.
Frances Arnold a choisi d'accélérer le processus en provoquant des mutations dans les séquences sous-jacentes des protéines dont elle teste ensuite les propriétés. Si une mutation améliore la fonction d'une protéine ainsi modifiée, l'opérateur peut répéter le processus pour l’optimiser davantage. Cette stratégie a de vastes implications car elle peut être utilisée pour concevoir des protéines pour une grande variété d'applications.
Elle a ainsi découvert des enzymes utiles pour produire des carburants renouvelables et des composés pharmaceutiques moins nocifs pour l'environnement.
Par rapport à la transgenèse telle qu'elle est pratiquée depuis les années 1980, un avantage de l'évolution dirigée est que les mutations peuvent être laissée dans certains cas au hasard (complètement aléatoires) pour découvrir un potentiel inexploré ou être en partie guidées pour finir par trouver des mutations jugées efficaces et intéressantes. Le nombre de combinaisons de mutations possibles est astronomique, mais Frances Arnold utilise les progrès de la biochimie pour se concentrer sur l'introduction de mutations dans une ou plusieurs régions fonctionnelles de la protéine susceptibles d'avoir le plus de potentiel, en évitant de faire muter des zones dont les changements seraient au mieux, neutres et au pire, préjudiciables (telles que la perturbation du repliement correct de la protéines, qu'on retrouve par exemple dans les prions pathogènes).
Frances Arnold a été la première chimiste à appliquer l'évolution orientée pour l'optimisation d'enzymes ; son travail fondamental (publié en 1993) utilisait cette méthode pour mettre au point une version de la subtilisine E active dans un environnement hautement artificiel dont notamment dans un solvant organique, le diméthylformamide (DMF). Elle a effectué ses travaux en utilisant quatre cycles séquentiels de mutagenèse de gènes de l'enzyme, exprimé par une bactérie, via une PCR perturbatrice. Après chaque cycle, elle a examiné la capacités des enzymes à hydrolyser la caséine, une protéine du lait, en présence de DMF, en laissant la bactérie se développer dans des boites de Petri contenant une gélose à base de caséine et de DMF. La bactérie sécrétait l'enzyme et, si elle était fonctionnelle, hydrolysait la caséine et produisait un halo visible. Elle a sélectionné les bactéries qui présentaient les plus grands halos et a isolé leur ADN pour de nouveaux cycles de mutagenèse. Elle a ainsi trouvé une enzyme 256 fois plus active dans le DMF que l'originale.
Frances Arnold a ensuite perfectionné sa méthode, en appliquant différents critères de sélection afin d'« optimiser » des enzymes pour différentes fonctions. Elle a montré que, alors que la plupart des enzymes naturelles ne fonctionnent bien que dans une fourchette étroite de température, des enzymes modifiées pour fonctionner à des températures plus chaudes et/ou froides pouvaient être produites par évolution dirigée. Elle a aussi conçu des enzymes remplissant des fonctions inconnues dans l'environnement naturel, avec par exemple le cytochrome P450 qui réalise une cyclopropanation et des réactions de transfert de carbène et de nitrène,. Elle a ainsi co-développé des enzymes dans les voies de biosynthèse, dont celles impliquées dans la production de caroténoïdes, ou, pour la biocatalyse, inversé l'énantiosélectivité de la hydantoinase pour que la totalité d'Escherichia coli produise des acides aminés de type L-méthionine.
Frances Arnold a appliqué ces méthodes pour la production de biocarburants : elle a ainsi créé des bactéries produisant de l'isobutanol ; il pouvait être produit dans les bactéries E. coli, mais la voie de production nécessitait le cofacteur NADPH, alors que E. coli fabrique un autre cofacteur (NADH). Frances Arnold a donc développé les enzymes nécessaires utilisant du NADH à la place du NADPH, permettant ainsi la production d'isobutanol,. Elle a aussi fait produire des enzymes hautement spécifiques et efficaces pouvant remplacer certaines synthèse chimique de manière moins polluante.
Elle et d'autres personnes, avec les mêmes méthodes ont créé des enzymes effectuant des synthèses chimique plus rapides, avec moins de sous-produits et, parfois sans besoin de métaux lourds dangereux comme catalyseurs.
Jeffrey Moore (ancien élève de Frances Arnold) et ses collègues ont utilisé l'évolution dirigée pour faire évoluer une enzyme en vue de produire la sitagliptine (antidiurétique). Frances Arnold a aussi formé des chimères de protéines dotées de fonctions uniques. Elle a développé des méthodes de calcul, dont la méthode SCHEMA prédisant comment les parties peuvent être combinées sans perturber leur structure-mère (afin que les protéines-chimères se replient correctement), puis elle leur a appliqué ses méthodes d'évolution dirigée pour produire des mutations ultérieures de ces chimères, afin d'optimiser leurs fonctions,.
Frances Arnold dirige au Caltech un laboratoire qui continue d'étudier l'évolution dirigée et ses applications dans la synthèse chimique respectueuse de l'environnement et au service des énergies vertes et alternatives, avec notamment le développement d'enzymes et microorganismes hautement actifs (enzymes cellulolytiques et biosynthétiques) pour convertir la biomasse renouvelable en produits chimiques carburants et/ou en réactifs.